# 텔루구어 위키백과

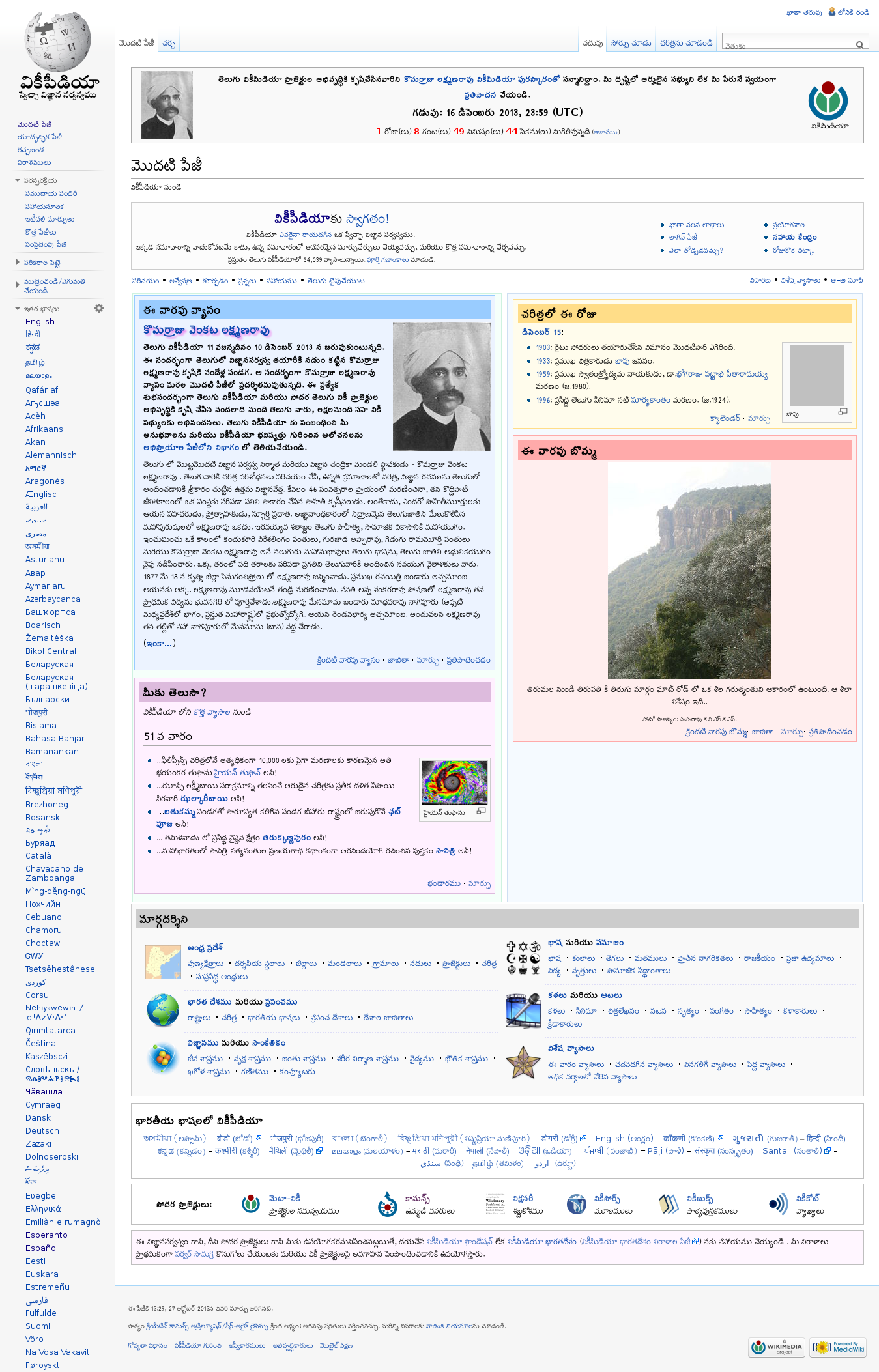

텔루구어 위키백과(Telugu Wikipedia)는 텔루구어로 구성된 위키백과이며, 2003년 12월 9일 정식으로 서비스가 시작되었다.
현재 수록된 문서는 41,385개의 문서가 실려 있다.
기호는 te이다.

## 수록 문서 내역
수록문서의 기록을 살펴보면 2006년 7월 당시 3,338개에 그쳤던 문서가 이후 급격히 성장하여 2006년 12월 12일 당시 문서수가 25,000개까지 올라간 것으로 추정된다.